# Shenkottai
Shenkottai (o Shencottah) è una suddivisione dell'India, classificata come municipality, di 26.814 abitanti, situata nel distretto di Tirunelveli, nello stato federato del Tamil Nadu. In base al numero di abitanti la città rientra nella classe III (da 20.000 a 49.999 persone).

## Geografia fisica
La città è situata a 8° 58' 0 N e 77° 16' 0 E e ha un'altitudine di 146 m s.l.m..

## Società

### Evoluzione demografica
Al censimento del 2001 la popolazione di Shenkottai assommava a 26.814 persone, delle quali 13.343 maschi e 13.471 femmine. I bambini di età inferiore o uguale ai sei anni assommavano a 2.624, dei quali 1.347 maschi e 1.277 femmine. Infine, coloro che erano in grado di saper almeno leggere e scrivere erano 20.375, dei quali 11.087 maschi e 9.288 femmine.